# Liste d'œuvres d'art rescapées de la fonte pendant l'Occupation
 (juillet 2024).
Cet article vise à recenser les œuvres d'art dans l'espace public en bronze que les autorités allemandes ou le régime de Vichy avaient prévues de fondre pendant l'occupation de la France par l'Allemagne pendant la Seconde Guerre mondiale, qui ont en totalité ou en partie, échappé à la fonte. Cette liste regroupe donc les œuvres d'art :
- que les autorités allemandes ou le régime de Vichy avaient décidé de fondre, dont le déboulonnage a été annulé, ou qui ont été déboulonnées puis remises en place. Parce que les arguments des défenseurs ont été suffisamment convaincants ou parce qu'elles ont été échangées contre leur valeur équivalente en métal.
- qui ont été déboulonnées mais n'ont pas été expédiées pour être fondues et ont été cachées par des résistants.
- dont une partie a été découpée et cachée par des résistants, tandis que le reste de l'œuvre a été expédié et fondu.
- qui ont été déboulonnées et expédiées vers les centres de stockage, n'ont pas été fondues, ont été retrouvées et restituées après la Libération.

Les œuvres sont classées par ordre alphabétique de régions et, au sein de celles-ci, par ordre alphabétique de départements et, au sein de ceux-ci, par ordre alphabétique de communes.

## Auvergne-Rhône-Alpes

### Allier
| Œuvre                                                                       | Auteur                     | Commune              | Localisation                                              | Notes | Installation | Coordonnées    | Illustration |
| --------------------------------------------------------------------------- | -------------------------- | -------------------- | --------------------------------------------------------- | --- | ------------ | -------------- | --- |
| Buste de Jean-Baptiste Burlot                                               | Pierre Fournier des Corats | Bellerive-sur-Allier | Sur la place Jean-Baptiste Burlot                         | Retrouvé après la Libération dans un dépôt à Paris, il est restitué à la commune et replacé sur son piédestal. | À déterminer | à géolocaliser | Image manquante |
| Buste du docteur Sabatier,                                                  | Paul Landowski             | Varennes-sur-Allier  | Intersection de la route de Créchy et de l'avenue de Lyon | Déboulonné et enterré dans le jardin de Jacques Turlin, président du comité des amis du docteur Sabatier. Il est replacé sur son piédestal après la Libération. | 1934         | à géolocaliser | Image manquante |
| Le génie de la République offrant la Paix et la Concorde au monde civilisé, | Jean Coulon                | Vichy                | Sur la place de la République                             | Érigée en 1904 à quelques mètres de son emplacement actuel. Déboulonnée en 1942 et expédiée pour être fondue. Retrouvée[Quand ?] à Hambourg amputée de son aile droite et de son bras droit, elle est rendue à la ville en 1952. Restaurée par Monsieur Rivoire et replacée sur son piédestal en 1952. Les quatre allégories féminines assises autour du piédestal représentant l'Agriculture, le Commerce, l'Industrie et l'Art ont été fondues. | 1934         | à géolocaliser | Le génie de la République offrant la Paix et la Concorde au monde civilisé« La République à Vichy », sur À nos grands hommes,« La République à Vichy », sur e-monumen |

### Ardèche
| Œuvre                             | Auteur              | Commune  | Localisation                                                     | Notes | Installation | Coordonnées                      | Illustration                  |
| --------------------------------- | ------------------- | -------- | ---------------------------------------------------------------- | --- | ------------ | -------------------------------- | ----------------------------- |
| Statue des frères Montgolfier,    | Henri-Louis Cordier | Annonay  | Sur la place du 19 mars 1962 (anciennement place des Cordeliers) | Représente les frères Montgolfier. Elle est déboulonnée le 4 avril 1944. Les ferrailleurs qui l'emportent sont stoppés sur la route au bout de quelques kilomètres et acceptent de l'échanger contre des pièces usagées. Elle est cachée dans la propriété de Jean de Montgolfier. Elle est réinstallée sur son piédestal le 1er juin 1947. | 1888         | 45° 14′ 23″ nord, 4° 40′ 00″ est | Statue des frères Montgolfier |
| Buste de Charles-André Seignobos, | Ernest Henri Dubois | Lamastre | Sur la place Charles Seignobos                                   | Représente Charles-André Seignobos. Il est déboulonné le 2 mai 1942 et chargé dans le train pour être expédié vers la fonderie Julien Giraud à Saint-Égrève. Fernand « Nanou » Bosc, Amédée Dumond, Edmond Lespet et Noël Preti s'introduisent la nuit dans le wagon et emportent le buste. Ils sont surpris par les gendarmes qui les contraignent à le remettre dans le wagon. Le 17 juin 1942, à la fonderie, Émile Mandon et Noël Préti l'échangent à monsieur Tagnard contre de l'argent[Combien ?] et des victuailles (1500 kilos de farine, un demi-cochon, du café...). Ils le ramènent à Lamastre et l'enterrent dans l'écurie de la minoterie Mariguet. Il est replacé sur son piédestal le 17 septembre 1944. | 1901         | 44° 59′ 07″ nord, 4° 34′ 47″ est | Buste de Charles Seignobos    |

### Cantal
| Œuvre                               | Auteur                         | Commune | Localisation                     | Notes | Installation | Coordonnées                      | Illustration                       |
| ----------------------------------- | ------------------------------ | ------- | -------------------------------- | --- | ------------ | -------------------------------- | ---------------------------------- |
| Buste d'Ernest Tyssandier d'Escous, | Jean-Baptiste Antoine Champeil | Salers  | Sur la place Tyssandier-d'Escous | Représente Ernest Tyssandier d'Escous. Il est déboulonné le 21 septembre 1943 et caché[Où ?]. Il est replacé sur son piédestal après la Libération[Quand ?]. | 1897         | 45° 08′ 16″ nord, 2° 29′ 38″ est | Buste d'Ernest Tyssandier d'Escous |

### Drôme
| Œuvre                                                                                   | Auteur           | Commune          | Localisation                      | Notes | Installation | Coordonnées                      | Illustration                                                                            |
| --------------------------------------------------------------------------------------- | ---------------- | ---------------- | --------------------------------- | --- | ------------ | -------------------------------- | --------------------------------------------------------------------------------------- |
| Médaillon de Claude-Pierre de Delay d'Agier du monument aux états généraux du Dauphiné, | Urbain Basset    | Romans-sur-Isère | Sur la place Carnot               | Représente Claude-Pierre de Delay d'Agier. Il est retiré par un résistant[Qui ?] et caché. Il est découvert dans la bibliothèque municipale en 1981 et replacé sur face arrière du piédestal le 8 mai 1981. | 1889         | 45° 02′ 55″ nord, 5° 02′ 55″ est | Médaillon de Claude-Pierre de Delay d'Agier                                             |
| Statue du général Jean-Étienne Championnet,                                             | Victor Sappey    | Valence          | Champ de Mars                     | Représente Jean-Étienne Championnet. La ville parvient à annuler son déboulonnage en donnant environ 400 kg de cuivre en échange de la statue. Maurice Caillet et des employés municipaux la déboulonnent et l'enterrent à l'angle nord-ouest de la cour du musée. Elle est replacée sur son piédestal après la Libération[Quand ?].                                                         | 1848         | 44° 55′ 49″ nord, 4° 53′ 21″ est | Statue du général Jean-Étienne Championnet · Statue du général Jean-Étienne Championnet |
| Statue de Jean-Pierre de Montalivet                                                     | Gustave Crauk    | Valence          | Sur la place de Madier-de-Montjau | Représente Jean-Pierre de Montalivet. La statue est déboulonnée et expédiée pour la fonte. Après la guerre[Quand ?], elle est retrouvée dans un lieu de stockage dans le Nord. Elle est restituée à la ville et replacée[Quand ?] sur son piédestal. | 1895         | 44° 56′ 01″ nord, 4° 53′ 46″ est | Statue de Jean-Pierre de Montalivet                                                     |
| Statue de François-Désiré Bancel,                                                       | Jean Barnabé Amy | Valence          | Avenue Félix-Faure                | Représente François-Désiré Bancel. La statue est déboulonnée et expédiée pour la fonte. Elle est retrouvée dans un lieu de stockage à Paris, en 1950. Elle est restituée à la ville et placée dans la cour du musée. La main droite amputée est refaite par Dante Donzelli. En 1980, elle est installée à l'intersection de la rue Denis Papin et de l'avenue Pierre Sémard, devant la gare. | 1897         | 44° 55′ 41″ nord, 4° 53′ 35″ est | Statue de François-Désiré Bancel · Statue de François-Désiré Bancel                     |

### Haute-Loire
| Œuvre                | Auteur               | Commune         | Localisation                   | Notes | Installation | Coordonnées                      | Illustration        |
| -------------------- | -------------------- | --------------- | ------------------------------ | --- | ------------ | -------------------------------- | ------------------- |
| Statue de La Fayette | Ernest-Eugène Hiolle | Le Puy-en-Velay | Boulevard Saint-Louis (RN 102) | Elle est déboulonnée par des résistants et enterrée dans la bergerie de Félix Bernard à Montagnac dans la nuit du 22 au 23 décembre 1943. Elle est replacée sur son piédestal le 2 décembre 1945. Inscrit MH (2005) | 1883         | 45° 02′ 39″ nord, 3° 52′ 48″ est | Statue de Lafayette |

### Haute-Savoie
| Œuvre                                 | Auteur           | Commune         | Localisation                 | Notes | Installation | Coordonnées                      | Illustration                                                          |
| ------------------------------------- | ---------------- | --------------- | ---------------------------- | --- | ------------ | -------------------------------- | --------------------------------------------------------------------- |
| Statue de Germain Sommeiller,         | Just Becquet     | Annecy          | Promenade du Pâquier         | Représente Germain Sommeiller. Elle est déboulonnée le 5 juin 1943 et expédiée pour la fonte. Le piédestal vide est détruit en 1946. En 1950, elle est retrouvée dans un lieu de stockage à Paris et rendue à la ville. Elle est installée sur un nouveau piédestal à l'intersection de la rue de la Poste et de la rue Sommeiller en 1953. Elle est retirée en 1964 et installée dans le square du 8 mai 1945. | 1884         | 45° 54′ 22″ nord, 6° 07′ 47″ est | Statue de Germain Sommeiller · Statue de Germain Sommeiller           |
| Statue de Claude-Louis Berthollet,    | Carlo Marochetti | Annecy          | Dans les jardins de l'Europe | Représente Claude-Louis Berthollet. Érigée en 1844 sur la promenade du Pâquier. Elle est déboulonnée[Quand ?] mais n'est pas expédiée pour la fonte. Elle est replacée sur son piédestal le 12 octobre 1944. | 1863         | 45° 53′ 57″ nord, 6° 07′ 56″ est | Statue de Claude-Louis Berthollet · Statue de Claude-Louis Berthollet |
| Statue du général Pierre Louis Dupas, | Louis Noël       | Évian-les-Bains | Avenue du Général-Dupas      | Représente Pierre Louis Dupas. Elle est déboulonnée en 1942 et expédiée pour la fonte. Elle est rendue à la ville le 16 août 1950 et replacée sur son piédestal. | 1901         | à géolocaliser                   | Image manquante                                                       |

### Isère
| Œuvre       | Auteur        | Commune  | Localisation            | Notes | Installation | Coordonnées                      | Illustration |
| ----------- | ------------- | -------- | ----------------------- | --- | ------------ | -------------------------------- | ------------ |
| Le Torrent, | Urbain Basset | Grenoble | Dans le jardin de ville | Déboulonnée le 21 août 1942 et expédiée par l'entreprise Jullien et Girard. Elle est retrouvée en Allemagne en 1950 et rendue à la ville. Érigée sur une fontaine au jardin de ville en 1986. Vandalisée en 2009, elle est retirée et conservée dans les réserves du musée, puis de nouveau exposée aux visiteurs. | 1885         | 45° 11′ 40″ nord, 5° 43′ 57″ est | Le Torrent   |

### Puy-de-Dôme
| Œuvre         | Auteur       | Commune | Localisation                  | Notes | Installation | Coordonnées    | Illustration                                                                                               |
| ------------- | ------------ | ------- | ----------------------------- | --- | ------------ | -------------- | --- |
| La République | À déterminer | Issoire | Sur la place de la République | Également appelée Centenaire de la Révolution française. Déboulonnée et cachée par des habitants pendant l'Occupation. Installée dans le square René-Cassin après la Libération. Volée en 1994. Une statue de remplacement identique est installée en 1995. | 1889         | à géolocaliser | La République« Centenaire de la Révolution française ou La République à Issoire », sur À nos grands hommes |

### Rhône
| Œuvre             | Auteur         | Commune | Localisation        | Notes | Installation | Coordonnées                      | Illustration      |
| ----------------- | -------------- | ------- | ------------------- | --- | ------------ | -------------------------------- | ----------------- |
| Monument à Ampère | Charles Textor | Lyon    | Sur la place Ampère | La statue est déboulonnée le 8 mars 1944. Elle n'est pas expédiée pour la fonte et cachée dans un hangar. Elle est replacée sur son piédestal en 1945. | 1888         | 45° 45′ 11″ nord, 4° 49′ 44″ est | Monument à Ampère |

### Savoie
| Œuvre                                                       | Auteur                           | Commune       | Localisation                    | Notes | Installation | Coordonnées                      | Illustration |
| ----------------------------------------------------------- | -------------------------------- | ------------- | ------------------------------- | --- | ------------ | -------------------------------- | --- |
| Lion et Lionne,                                             | Adolphe-Victor Geoffroy-Dechaume | Aix-les-Bains | Dans le parc floral des Thermes | Elle est déboulonnée[Quand ?], mais n'est pas expédiée pour la fonte. Elle est replacée sur son piédestal en 1945. | 1889         | à géolocaliser                   | Lion et Lionne« Lion et lionne lutinant à Aix-les-Bains », sur À nos grands hommes,« Lion et lionne à Aix-les-Bains », sur e-monumen |
| Statue de Joseph et Xavier de Maistre,                      | Ernest Henri Dubois              | Chambéry      | Sur la place du château         | Représente Joseph de Maistre et Xavier de Maistre. Elle est déboulonnée[Quand ?] et expédiée pour être fondue. Elle est retrouvée à la Libération[Quand ?] dans un entrepôt à Lyon. Elle est replacée sur son piédestal le 14 septembre 1952. La Renommée (allégorie de la Savoie) devant le piédestal a été fondue.                                                                            | 1899         | 45° 33′ 53″ nord, 5° 55′ 09″ est | Statue de Joseph et Xavier de Maistre                                                                                                |
| Statue du centenaire de la réunion de la Savoie à la France | Alexandre Falguière              | Chambéry      | Sur la place du centenaire      | Surnommée la Sasson, signifiant « grosse femme » en patois savoyard. Déboulonnée le 22 avril 1942 et expédiée pour être fondue. Retrouvée décapitée dans une gare près de Hambourg en 1950, elle est rendue à la ville le 13 avril 1950 et entreposée dans les ateliers municipaux. Restaurée par Serge Bloch en 1979, placée sur un nouveau piédestal le 29 mai 1982 et inaugurée le 1er juin. | 1892         | 45° 34′ 05″ nord, 5° 55′ 16″ est | Statue du centenaire de la réunion de la Savoie à la France                                                                          |

## Bourgogne-Franche-Comté

### Doubs
| Œuvre                      | Auteur            | Commune  | Localisation        | Notes                     | Installation | Coordonnées                      | Illustration             |
| -------------------------- | ----------------- | -------- | ------------------- | ------------------------- | ------------ | -------------------------------- | ------------------------ |
| Monument à Louis Pergaud,  | Antoine Bourdelle | Besançon | Dans le parc Micaud | Représente Louis Pergaud. | 1932         | 47° 14′ 29″ nord, 6° 01′ 55″ est | Monument à Louis Pergaud |
| Statue de la déesse Flore, | Just Becquet      | Besançon | Sur la place Flore  |                           | 1884         | 47° 14′ 45″ nord, 6° 01′ 41″ est | Statue de Flore          |

### Jura
| Œuvre                                    | Auteur              | Commune          | Localisation                               | Notes | Installation | Coordonnées                      | Illustration |
| ---------------------------------------- | ------------------- | ---------------- | ------------------------------------------ | --- | ------------ | -------------------------------- | --- |
| Statue de Léon Mesny de Boisseaux,       | Max Claudet         | Dole             | Dans la cour d'honneur du collège de l'Arc | Monsieur Dodane, le concierge, la déboulonne en juin 1940 et la cache sous son tas de pommes de terre. Elle est replacée sur son piédestal en septembre 1944.                                                                                              | 1877         | à géolocaliser                   | Image manquante |
| Vigneron du monument à Wladimir Gagneur, | Marguerite Syamour  | Poligny          | Dans le square Piquet-Bergère              | Un groupe d'habitants[Qui ?] le déboulonnent le 17 mars 1942 et le cachent[Où ?]. Il est replacé le 15 juillet 1945. Le buste de Wladimir Gagneur n'a pas pu être sauvé. Un vase Médicis est installé à la place en 1945.                                  | 1890         | à géolocaliser                   | Vigneron du monument à Wladimir Gagneur« Monument à Wladimir Gagneur à Poligny », sur À nos grands hommes,« Monument à Wladimir Gagneur à Poligny », sur e-monumen |
| Statue de Jean Joseph Gustave Cler (d),  | Jean-Joseph Perraud | Salins-les-Bains | Sur la place de l'hôtel-de-ville           | Représente Jean Joseph Gustave Cler. Elle est déboulonnée le 29 janvier 1944 et cachée dans un dépôt d'ordures en dehors de la ville par des résistants[Qui ?]. Elle est replacée sur son piédestal le 11 novembre 1944 avec l'aide d'une grue américaine. | 1865         | 46° 56′ 22″ nord, 5° 52′ 39″ est | Statue du général Jean Joseph Gustave Cler |

### Nièvre
| Œuvre                    | Auteur         | Commune | Localisation                 | Notes | Installation | Coordonnées                      | Illustration              |
| ------------------------ | -------------- | ------- | ---------------------------- | --- | ------------ | -------------------------------- | ------------------------- |
| Buste de Claude Tillier, | Émile Boisseau | Clamecy | Sur la place du grand marché | Représente Claude Tillier. Il est déboulonné le 3 avril 1941 et laissé au sol devant le piédestal. Dans la nuit, des résistants[Qui ?] le cachent en l'immergeant dans la gare d'eau « les Jeux » du canal du Nivernais. L'été suivant, le niveau d'eau diminue et le buste risque d'être visible. Le 25 août 1942 trois résistants[Qui ?] le renflouent et le cachent dans la cave de l'ancien château des ducs de Nevers. Il est replacé sur son piédestal le 12 septembre 1944. | 1905         | 47° 27′ 31″ nord, 3° 31′ 11″ est | Monument à Claude Tillier |

### Saône-et-Loire
| Œuvre                       | Auteur           | Commune          | Localisation                     | Notes | Installation | Coordonnées                      | Illustration               |
| --------------------------- | ---------------- | ---------------- | -------------------------------- | --- | ------------ | -------------------------------- | -------------------------- |
| Statue de Nicéphore Niépce, | Eugène Guillaume | Chalon-sur-Saône | Sur la place du Port-Villiers    | Représente Nicéphore Niépce. Elle est déboulonnée et cachée[Quand ?] dans les ateliers municipaux de la prairie Sainte-Marie. Elle est replacée sur son piédestal en 1946. | 1885         | 46° 46′ 47″ nord, 4° 51′ 18″ est | Statue de Nicéphore Niépce |
| Buste de Lucien Guillemaut  | Maurice Prost    | Louhans          | Rue des Bordes, devant la mairie | Représente Lucien Guillemaut. Il est déboulonné et expédié pour la fonte. Un buste de remplacement en pierre réalisé par Albert David est installé sur le piédestal après la Libération[Quand ?]. Il est retrouvé dans les années 70 chez un ferrailleur à Marseille, rendu à la ville et placé dans le musée municipal. | 1934         | à géolocaliser                   | Image manquante            |

## Bretagne

### Finistère
| Œuvre                             | Auteur           | Commune  | Localisation                | Notes | Installation | Coordonnées    | Illustration |
| --------------------------------- | ---------------- | -------- | --------------------------- | --- | ------------ | -------------- | --- |
| Statue du général Adolphe Le Flô, | Cyprien Godebski | Lesneven | Sur la place Général Le Flô | Représente Adolphe Le Flô. Érigée en 1899 à quelques mètres de son emplacement actuel. La ville parvient à annuler son déboulonnage en donnant une quantité de métal équivalente à la masse de la statue en échange et la cache dans un hangar jusqu'à la fin de la guerre. Elle est replacée sur son piédestal le 10 juillet 1945. | 1997         | à géolocaliser | Statue du général Adolphe Le Flô« Monument au général Le Flô à Lesneven », sur À nos grands hommes,« Monument au général Le Flô à Lesneven », sur e-monumen |

### Ille-et-Vilaine
| Œuvre                                                            | Auteur                    | Commune      | Localisation                                 | Notes | Installation | Coordonnées                        | Illustration |
| ---------------------------------------------------------------- | ------------------------- | ------------ | -------------------------------------------- | --- | ------------ | ---------------------------------- | --- |
| Statue d'Ève tentée par le serpent,                              | Gaston Guitton            | Dinard       | Avenue George V                              | Également appelé Désir d'évasion. Représente Ève. Érigée en 1876 dans le jardin des reptiles de la ménagerie du Jardin des plantes à Paris. Elle est déboulonnée[Quand ?], mais n'est pas expédiée pour la fonte. Elle est replacée sur son piédestal après la Libération[Quand ?]. | 1936         | à géolocaliser                     | Statue d'Ève tentée par le serpent« Ève à Dinard », sur À nos grands hommes,« Ève à Dinard », sur e-monumen,(en) « Ève - Désir d'évasion à Dinard », sur René et Peter van der Krogt |
| Buste de la statue de Jean Leperdit,                             | Emmanuel Dolivet          | Rennes       | Sur la place du Champ-Jacquet                | Représente Jean Leperdit. Il est découpé et conservé dans le musée des Beaux-Arts. Le reste de la statue est fondu. Une statue de remplacement identique est installée sur le piédestal en 1994.                                                                                    | 1892         | à géolocaliser                     | Image manquante |
| Buste de l'amiral Pierre François Étienne Bouvet de Maisonneuve, | Pierre-Marie-François Ogé | Saint-Servan | Sur la place Bouvet, devant l'hôtel de ville | Représente Pierre François Étienne Bouvet de Maisonneuve. Il est déboulonné en 1943 et caché dans la mairie. Il est replacé sur son piédestal le 10 novembre 1944. | 1900         | 48° 38′ 15″ nord, 2° 00′ 58″ ouest | Buste de l'amiral Pierre François Étienne Bouvet de Maisonneuve |

### Morbihan
| Œuvre                      | Auteur                 | Commune | Localisation           | Notes | Installation | Coordonnées    | Illustration |
| -------------------------- | ---------------------- | ------- | ---------------------- | --- | ------------ | -------------- | --- |
| Buste d'Alain-René Lesage, | Emerand de la Rochette | Vannes  | Promenade de la Rabine | Représente Alain-René Lesage. Il est déboulonné[Par qui ?] et caché[Où ?]. Il est replacé sur son piédestal le 20 août 1945. La sarzeautine (allégorie féminine) devant le piédestal n'a pas pu être sauvée. | 1892         | à géolocaliser | Buste d'Alain-René Lesage« Monument à Alain René Lesage à Vannes », sur À nos grands hommes,« Monument à Alain René Lesage à Vannes », sur e-monumen |

## Centre-Val-de-Loire

### Loiret
| Œuvre                  | Auteur                | Commune   | Localisation                                  | Notes | Installation | Coordonnées    | Illustration |
| ---------------------- | --------------------- | --------- | --------------------------------------------- | --- | ------------ | -------------- | --- |
| Le Chien de Montargis, | Gustave-Joseph Debrie | Montargis | Dans le jardin Durzy, devant le musée Girodet | Le maire parvient a empêcher son déboulonnage en échange de trois bustes en bronze. Il fait retirer la statue et la fait installer dans le musée. Les autorités la réclament à nouveau. Le maire la fait raccourcir, la fait cacher[Où ?] et la déclare disparue. Elle est restaurée et replacée sur son piédestal en 1945. | 1875         | à géolocaliser | Le Chien de Montargis« Le Chien de Montargis à Montargis », sur À nos grands hommes,« Le Chien de Montargis à Montargis », sur e-monumen |

## Grand Est

### Bas-Rhin
| Œuvre | Auteur          | Commune    | Localisation         | Notes | Installation | Coordonnées    | Illustration |
| --- | --------------- | ---------- | -------------------- | --- | ------------ | -------------- | --- |
| Les médaillons de Claude Joseph Rouget de Lisle et de Philippe-Frédéric de Dietrich sur le piédestal de la statue de La Marseillaise | Alfred Marzolff | Strasbourg | Sur la place Broglie | Représentent Claude Joseph Rouget de Lisle et Philippe-Frédéric de Dietrich. Ils sont installés[Quand ?] sur la façade de la banque de France. | 1922         | à géolocaliser | Les médaillons de Claude Joseph Rouget de Lisle et de Philippe-Frédéric de Dietrich sur le piédestal de la statue de La Marseillaise« La Marseillaise à Strasbourg », sur À nos grands hommes · Les médaillons de Claude Joseph Rouget de Lisle et de Philippe-Frédéric de Dietrich sur le piédestal de la statue de La Marseillaise« La Marseillaise à Strasbourg », sur À nos grands hommes |

### Haut-Rhin
| Œuvre                             | Auteur            | Commune | Localisation                          | Notes | Installation | Coordonnées                      | Illustration                                |
| --------------------------------- | ----------------- | ------- | ------------------------------------- | --- | ------------ | -------------------------------- | ------------------------------------------- |
| Statue de la fontaine Roesselmann | Auguste Bartholdi | Colmar  | Sur la place des Six-Montagnes-Noires | Elle est déboulonnée en 1943 pour être fondue. Elle est retrouvée gravement endommagée au port du Rhin, restaurée et réinstallée en 1945. | 1888         | 48° 04′ 26″ nord, 7° 21′ 24″ est | Fontaine Roesselmann · Fontaine Roesselmann |

### Meurthe-et-Moselle
| Œuvre                  | Auteur          | Commune | Localisation          | Notes | Installation | Coordonnées                      | Illustration                                  |
| ---------------------- | --------------- | ------- | --------------------- | --- | ------------ | -------------------------------- | --------------------------------------------- |
| Buste d'Ernest Bichat, | Ernest Bussière | Nancy   | Dans le square Bichat | Représente Ernest Bichat. Il est déboulonné et caché[Par qui ?] dans les sous-sols de l'université en 1943. Les allégories devant le monument n'ont pas pu être sauvées. Il est replacé sur son piédestal après la Libération[Quand ?]. Il est volé[Quand ?]. Un buste de remplacement est installé en 1990. | 1909         | 48° 41′ 54″ nord, 6° 10′ 39″ est | Buste d'Ernest Bichat · Buste d'Ernest Bichat |

### Moselle
| Œuvre                                                                                            | Auteur              | Commune | Localisation                | Notes | Installation | Coordonnées                      | Illustration                      |
| ------------------------------------------------------------------------------------------------ | ------------------- | ------- | --------------------------- | --- | ------------ | -------------------------------- | --------------------------------- |
| Statue du maréchal Abraham Fabert,                                                               | Antoine Étex        | Metz    | Sur la place d'Armes        | Représente Abraham Fabert. Elle est déboulonnée et cachée[Quand ?] dans le jardin du couvent des pères franciscains, rue Marchant. Elle est replacée sur son piédestal en 1945.    | 1840         | 49° 07′ 12″ nord, 6° 10′ 35″ est | Statue du maréchal Abraham Fabert |
| Statue du maréchal Michel Ney,                                                                   | Charles Pêtre       | Metz    | Promenade de l'esplanade    | Représente Michel Ney. Elle est déboulonnée et cachée[Quand ?] dans le jardin du couvent des pères franciscains, rue Marchant. Elle est replacée sur son piédestal en 1945.        | 1860         | 49° 06′ 56″ nord, 6° 10′ 17″ est | Statue du maréchal Michel Ney     |
| Les deux statues de fillettes représentant l'Alsace et la Lorraine du monument à Paul Déroulède, | Ernest Henri Dubois | Metz    | Sur la place Raymond-Mondon | Représentait Paul Déroulède. Les deux statues sont retrouvées à Paris en 1950, dans le lots des œuvres d'art rapatriées d'Allemagne. Elles sont rendues à la ville le 17 novembre. | 1921         | à géolocaliser                   | Image manquante                   |

## Hauts-de-France

### Nord
| Œuvre                              | Auteur     | Commune    | Localisation                                                                               | Notes | Installation | Coordonnées                      | Illustration                      |
| ---------------------------------- | ---------- | ---------- | ------------------------------------------------------------------------------------------ | --- | ------------ | -------------------------------- | --------------------------------- |
| Statue de Joseph François Dupleix, | Léon Fagel | Landrecies | Sur la place Dupleix (renommée place André-Bonnaire par la suite), devant l'hôtel de ville | Représente Joseph François Dupleix. Le maire André Bonnaire parvient à annuler son déboulonnage en argumentant qu'il a combattu les Anglais. | 1888         | 50° 07′ 30″ nord, 3° 41′ 29″ est | Statue de Joseph François Dupleix |

### Pas-de-Calais
| Œuvre                  | Auteur           | Commune | Localisation               | Notes | Installation | Coordonnées                      | Illustration |
| ---------------------- | ---------------- | ------- | -------------------------- | --- | ------------ | -------------------------------- | --- |
| Statue des sauveteurs, | Édouard Lormier  | Calais  | Dans le square Risban      | Également appelé Monument à Louis Gavet et François Mareschal. Elle remplace l'originale de 1791, endommagée par les intempéries et démolie en même temps que les fortifications de la porte du Havre. Elle est déboulonnée et cachée[Quand ?] dans un dépôt. Elle est replacée sur son piédestal après la Libération[Quand ?]. Elle est retirée et érigée en 1960 sur la pelouse du Courgain, sur le quai Auguste Delpierre. | 1899         | 50° 57′ 46″ nord, 1° 51′ 04″ est | Statue des sauveteurs |
| Statue d'Émile Basly,  | Augustin Lesieux | Lens    | Sur le rond-point Bollaert | Représente Émile Basly. Elle est déboulonnée et cachée[Quand ?] dans le garage municipal, avenue Raoul Briquet. Elle est érigée à l'intersection de l'avenue Alfred-Maës (RD 38) et de la rue Albert-Camus (RN 25) en 1956. Inscrit MH (2009) | 1933         | à géolocaliser                   | Statue d'Émile BaslyNotice no PA62000087, sur la plateforme ouverte du patrimoine, base Mérimée, ministère français de la Culture,« Monument à Emile Basly à Lens », sur e-monumen |

### Somme
| Œuvre                           | Auteur                | Commune   | Localisation                                             | Notes | Installation | Coordonnées                      | Illustration |
| ------------------------------- | --------------------- | --------- | -------------------------------------------------------- | --- | ------------ | -------------------------------- | --- |
| Bas-relief du monument La Barre | Raoul Delhomme        | Abbeville | Près de la gare, à côté du pont sur le canal de la Somme | Il est déboulonné et chargé dans le train à destination de l'Allemagne pour y être fondu. Un cheminot[Qui ?] le sort du train et le cache dans un ruisseau. Il est récupéré et replacé après la guerre[Quand ?].                                                                                  | 1907         | 50° 06′ 13″ nord, 1° 49′ 33″ est | Monument La Barre |
| Statue de Pierre l'Ermite,      | Gédéon de Forceville  | Amiens    | Sur la place Saint-Michel                                | Représente Pierre l'Ermite. Elle est déboulonnée le 6 novembre 1943. Avec la complicité de la municipalité, le ferrailleur ne l'expédie pas et la cache dans son hangar. Elle est ensuite cachée dans le réservoir souterrain de la ville. Elle est replacée sur son piédestal le 9 février 1945. | 1854         | 49° 53′ 38″ nord, 2° 18′ 12″ est | Statue de Pierre l'Ermite |
| Buste d'Antoine Galland,        | Henri-Édouard Navarre | Rollot    | Sur la place Galland                                     | Représente Antoine Galland. Remplace l'original de 1851 réalisé par Joseph Détremont fondu par les Allemands pendant la Première Guerre mondiale. Il est déboulonné et caché par le maire Émile Raoux. Il est replacé sur son piédestal après la Libération[Quand ?].                             | 1929         | à géolocaliser                   | Buste d'Antoine Galland« Monument à Antoine Galland à Rollot », sur À nos grands hommes,« Monument à Antoine Galland à Rollot », sur e-monumen |

## Île-de-France

### Hauts-de-Seine
| Œuvre                    | Auteur                 | Commune     | Localisation             | Notes | Installation | Coordonnées    | Illustration |
| ------------------------ | ---------------------- | ----------- | ------------------------ | --- | ------------ | -------------- | --- |
| Buste de Charles Gounod, | Jean-Baptiste Carpeaux | Saint-Cloud | Sur la place de l'église | Représente Charles Gounod. Il est déboulonné et caché[Quand ?] sous un tas de charbon. Il est replacé sur son pédestal après le Libération[Quand ?]. | 1907         | à géolocaliser | Buste de Charles Gounod« Monument à Charles Gounod à Saint-Cloud », sur À nos grands hommes,« Monument à Charles Gounod à Saint-Cloud », sur e-monumen |

### Paris

#### 5earrondissement
| Œuvre                                      | Auteur                         | Localisation                      | Notes | Installation | Coordonnées                      | Illustration              |
| ------------------------------------------ | ------------------------------ | --------------------------------- | --- | ------------ | -------------------------------- | ------------------------- |
| Statue de François Villon,                 | Jean-François Etcheto          | Dans le square Monge              | Représente François Villon. Elle est déboulonnée en 1942 et expédiée pour être fondue. Une statue de remplacement en pierre très différente, réalisé par René Collamarini est installée en 1947. Elle est retrouvée[Où ?] en 1950, offerte à Champigny-sur-Marne et érigée à l'intersection de l'avenue de la République, de la rue de la côte d'or et de la rue Élisée-Reclus. Également appelée Le troubadour. | 1883         | 48° 49′ 17″ nord, 2° 30′ 40″ est | Statue de François Villon |
| Buste de la statue de Marcellin Berthelot, | Charles René de Saint-Marceaux | Dans le square Marcelin Berthelot | Représente Marcellin Berthelot. Le buste est découpé et caché[Par qui ?] dans le collège de France. Le reste de la statue est fondu. Il est installé[Quand ?] sur un piédestal contre un bâtiment dans une cour du collège de France. | 1917         | à géolocaliser                   | Image manquante           |

#### 6earrondissement
| Œuvre                                                | Auteur                                                                       | Localisation                                                               | Notes | Installation | Coordonnées                      | Illustration                                                                                |
| ---------------------------------------------------- | ---------------------------------------------------------------------------- | -------------------------------------------------------------------------- | --- | ------------ | -------------------------------- | ------------------------------------------------------------------------------------------- |
| Statue du maréchal Michel Ney,                       | François Rude                                                                | Intersection de l'avenue de l'Observatoire et du boulevard du Montparnasse | Représente Michel Ney. Inscrit MH (1926). Elle est déboulonnée et cachée[Quand ?] dans les sous-sols de l'Observatoire. | 1853         | 48° 50′ 24″ nord, 2° 20′ 11″ est | Statue du maréchal Michel Ney à Paris · Statue du maréchal Michel Ney à Paris               |
| Monument à Balzac                                    | Auguste Rodin                                                                | Terre-plein du boulevard Raspail, à l'intersection de la rue Bréa          | La statue est déboulonnée et cachée[Quand ?] dans les sous-sols de l'Observatoire. Elle est réinstallée en 1945.        | 1939         | 48° 50′ 33″ nord, 2° 19′ 46″ est | Statue d'Honoré de Balzac à Paris                                                           |
| Ornements de la fontaine des Quatre-Parties-du-Monde | Jean-Baptiste Carpeaux, Emmanuel Frémiet, Eugène Legrain et Louis Villeminot | Sur la place Ernest-Denis                                                  | Inscrit MH (1926). Ils sont déboulonnés[Quand ?], emportés par bateau à Andrésy où ils sont cachés.                     | 1875         | 48° 50′ 28″ nord, 2° 20′ 13″ est | Fontaine des Quatre-Parties-du-Monde à Paris · Fontaine des Quatre-Parties-du-Monde à Paris |

#### 7earrondissement
| Œuvre                                         | Auteur                | Localisation              | Notes                                                                                                  | Installation | Coordonnées    | Illustration    |
| --------------------------------------------- | --------------------- | ------------------------- | --- | ------------ | -------------- | --------------- |
| Buste de la statue du général Charles Mangin, | Maxime Real del Sarte | Sur la place Denys-Cochin | Représente Charles Mangin. Il est placé[Quand ?] dans la caverne du Dragon à Oulches-la-Vallée-Foulon. | 1932         | à géolocaliser | Image manquante |

## Nouvelle-Aquitaine

### Charente-Maritime
| Œuvre                               | Auteur       | Commune            | Localisation  | Notes | Installation | Coordonnées    | Illustration |
| ----------------------------------- | ------------ | ------------------ | ------------- | --- | ------------ | -------------- | --- |
| l'Aigle déchu (monument aux morts), | Aimé Octobre | La Couarde-sur-Mer | Rue du Square | Il est déboulonné en 1940 et caché sous un tas de bois, dans l'ancien marché contre le mur de l'église. Il est replacé sur son piédestal en 1945. | 1922         | à géolocaliser | l'Aigle déchu (monument aux morts)« Monument aux morts de 1914-1918, ou l'Aigle déchu à La Couarde-sur-Mer », sur À nos grands hommes,« Monument aux morts de 14-18, ou l'Aigle déchu à La Couarde-sur-Mer », sur e-monumen |

### Corrèze
| Œuvre                     | Auteur             | Commune | Localisation           | Notes | Installation | Coordonnées    | Illustration    |
| ------------------------- | ------------------ | ------- | ---------------------- | --- | ------------ | -------------- | --------------- |
| Jeune Faune avec un bouc, | Raymond Barthélemy | Neuvic  | Sur la place du marché | Également appelé Le Chevrier ou Berger jouant avec un chevreau ou Faune jouant avec un chevreau ou Faune et chevreau. Érigée[Quand ?] dans le jardin du Luxembourg. Elle en est retirée en 1886 et placée sur la terrasse du musée du Luxembourg. Elle en est retirée en 1931. Elle est déboulonnée et cachée[Quand ?] par des résistants[Qui ?] et enterrée dans le jardin d'Adrien Porte. Elle est replacée sur son piédestal après la Libération[Quand ?]. Installée en 1987 sur une fontaine sur la place du Chevrier, qui est renommée place de la Résistance en 1989. Retirée en 2015 et installée dans le hall de la mairie pour la protéger. | 1932         | à géolocaliser | Image manquante |

### Deux-Sèvres
| Œuvre                        | Auteur               | Commune | Localisation                                                         | Notes | Installation | Coordonnées                        | Illustration    |
| ---------------------------- | -------------------- | ------- | -------------------------------------------------------------------- | --- | ------------ | ---------------------------------- | --------------- |
| Buste de Jacques de Liniers, | Pierre-Marie Poisson | Niort   | Intersection de la rue Alsace-Lorraine et de la rue Bernard-d'Agerci | Représente Jacques de Liniers. René Savatier, Pierre Brandet et le maire Émile Panou parviennent à faire annuler son déboulonnage en démontrant que le monument est situé sur un terrain privé. Il est déboulonné en 1942 par Eugène Lesterpt, qui le cache dans sa maison, rue du Rempart. Il le replace sur son piédestal en 1947. | 1910         | 46° 19′ 38″ nord, 0° 27′ 29″ ouest | Image manquante |

### Dordogne
| Œuvre                               | Auteur       | Commune   | Localisation             | Notes | Installation | Coordonnées                      | Illustration                       |
| ----------------------------------- | ------------ | --------- | ------------------------ | --- | ------------ | -------------------------------- | ---------------------------------- |
| Statue du général Pierre Daumesnil, | Louis Rochet | Périgueux | Dans le square Daumesnil | Représente Pierre Daumesnil. Le 2 janvier 1942 elle est déboulonnée. Le transporteur Jean Parichon ne l'expédie pas pour la fonte. En accord avec le conseil municipal, elle est cachée dans une dépendance des magasins de la ville. Une cloche fêlée remisée dans les dépendances de la cathédrale Saint-Front est cassée en morceaux. Ceux-ci sont livrés comme étant ceux de la statue. Le 19 août 1944, elle est replacée sur son piédestal. | 1873         | 45° 11′ 06″ nord, 0° 43′ 10″ est | Statue du général Pierre Daumesnil |

### Gironde
| Œuvre                               | Auteur                                                  | Commune  | Localisation                 | Notes | Installation | Coordonnées                        | Illustration                   |
| ----------------------------------- | ------------------------------------------------------- | -------- | ---------------------------- | --- | ------------ | ---------------------------------- | ------------------------------ |
| Buste de Nicolas Brémontier,        | Anselme Léon                                            | Arcachon | Sur la place Brémontier      | Représente Nicolas Brémontier. | 1878         | 44° 39′ 25″ nord, 1° 10′ 42″ ouest | Buste de Nicolas Brémontier    |
| Épée de la statue de Louis XVI      | Nicolas Raggi                                           | Bordeaux | Dans le musée des Beaux-Arts | | 1878         | à géolocaliser                     | Épée de la statue de Louis XVI |
| Ornements du monument aux Girondins | Alphonse Dumilatre, Félix Charpentier et Gustave Debrie | Bordeaux | Sur la place des Quinconces  | Ils sont déboulonnés à partir du 14 août 1943 et expédiés à la fonderie Savigner à Angers. Le fondeur les conserve et les rend à la ville le 5 juillet 1945. Ils sont réinstallés en 1983. Classé MH (2011) | À déterminer | 44° 50′ 44″ nord, 0° 34′ 30″ ouest | Monument aux Girondins         |

### Landes
| Œuvre                    | Auteur         | Commune | Localisation                | Notes | Installation | Coordonnées    | Illustration |
| ------------------------ | -------------- | ------- | --------------------------- | --- | ------------ | -------------- | --- |
| Statue de Maurice Boyau, | François Cogné | Dax     | dans le parc Théodore-Denis | Représente Maurice Boyau. En janvier 1943, un groupe de résistants[Qui ?] la déboulonne et la cache[Où ?]. Elle est replacée sur son piédestal après la Libération[Quand ?]. Ultérieurement[Quand ?], elle est déplacée à l'entrée du Parc municipal des sports. | 1924         | à géolocaliser | Statue de Maurice Boyau« Monument à l'aviateur Boyau à Dax », sur À nos grands hommes,« Monument à l’aviateur Boyau à Dax », sur e-monumen · Statue de Maurice Boyau« Monument à l'aviateur Boyau à Dax », sur À nos grands hommes,« Monument à l’aviateur Boyau à Dax », sur e-monumen |

## Normandie

### Calvados
| Œuvre                                                                      | Auteur                         | Commune           | Localisation                                                         | Notes | Installation | Coordonnées                        | Illustration |
| -------------------------------------------------------------------------- | ------------------------------ | ----------------- | -------------------------------------------------------------------- | --- | ------------ | ---------------------------------- | --- |
| Enfants dénicheurs                                                         | Auguste Jean Baptiste Lechesne | Caen              | Dans le square de la place de la République                          | La ville parvient à annuler son déboulonnage en donnant environ 400 kg de bronze en échange des 2 statues. Endommagée par les bombardements de 1944. Exposée dans le Mémorial. | 1857         | à géolocaliser                     | Enfants dénicheurs · Enfants dénicheurs |
| Enfants dénicheurs mordus par des serpents                                 | Auguste Jean Baptiste Lechesne | Caen              | Dans le square de la place de la République                          | La ville parvient à annuler son déboulonnage en donnant environ 400 kg de bronze en échange des 2 statues. Très endommagée par les bombardements de 1944. Exposée dans l'ancienne porterie de l'abbaye aux Hommes. | 1857         | à géolocaliser                     | Enfants dénicheurs mordus par des serpents« Enfants dénicheurs mordus par des serpents à Caen », sur e-monumen · Enfants dénicheurs mordus par des serpents« Enfants dénicheurs mordus par des serpents à Caen », sur e-monumen |
| Centaure et Bacchante                                                      | Arthur Le Duc                  | Caen              | Dans la cour du musée des Beaux-Arts (ancien séminaire des Eudistes) | La ville parvient à annuler son déboulonnage en prouvant qu'elle appartient aux collections du musée. Endommagée par les bombardements de 1944. Elle est érigée dans les jardins du Mémorial en 1990. | 1880         | 49° 11′ 51″ nord, 0° 23′ 06″ ouest | Centaure et Bacchante · Centaure et Bacchante |
| Monument à Demolombe,                                                      | Edmond de Laheudrie            | Caen              | Dans le square de la place de la République                          | Le buste de Charles Demolombe et la statue de l'étudiant à ses pieds sont déboulonnés mais ne sont pas expédiés pour être fondus. Le monument est démonté dans les années 1950. La statue de l'étudiant est érigé[Quand ?] dans l'enceinte du château, devant l'entrée du musée de Normandie, alors que le buste reste dans les réserves du musée. Le monument est remonté sur la place de la République en 2024. | 1905         | 49° 11′ 09″ nord, 0° 21′ 47″ ouest | Monument à Demolombe · Monument à Demolombe |
| Les 4 bas-reliefs sur le piédestal de la statue de Jules Dumont d'Urville, | Dominique Molknecht            | Condé-sur-Noireau | Intersection de la rue du 6 juin et de la rue Dumont d'Urville       | Ils sont retirés et cachés par des résistants[Qui ?] et sont refixés après la Libération[Quand ?]. | 1845         | 48° 51′ 06″ nord, 0° 32′ 59″ ouest | Statue de Jules Dumont d'Urville |
| Statue de Castel                                                           | Jean Baptiste Joseph De Bay    | Vire              | Sur la place Castel                                                  | Elle est déboulonnée le 6 janvier 1942 par l'entreprise Rougereau. Édouard Rougereau ne l'expédie pas et la cache dans sa cave, puis dans la halle aux grains. Elle est réinstallée sur son piédestal en 1945. Inscrit MH (2006) | 1869         | 48° 50′ 19″ nord, 0° 53′ 34″ ouest | Statue de Castel |

### Eure
| Œuvre                                                                               | Auteur                   | Commune     | Localisation                  | Notes | Installation | Coordonnées                      | Illustration    |
| ----------------------------------------------------------------------------------- | ------------------------ | ----------- | ----------------------------- | --- | ------------ | -------------------------------- | --------------- |
| Les 2 bas-reliefs sur le piédestal de la statue de Jacques Charles Dupont de l'Eure | Louis-Émile Décorchemont | Le Neubourg | Sur la place Dupont de l'Eure | Ils sont retirés et cachés par un résistant[Qui ?]. Ils sont fixés sur le mur dans le hall d'entrée de la mairie après la Libération[Quand ?]. | 1881         | 49° 09′ 02″ nord, 0° 54′ 23″ est | Image manquante |

### Manche
| Œuvre                                       | Auteur         | Commune                | Localisation | Notes | Installation | Coordonnées                        | Illustration                                                  |
| ------------------------------------------- | -------------- | ---------------------- | --- | --- | ------------ | ---------------------------------- | ------------------------------------------------------------- |
| Statue du général Jean Le Marois,           | Picchi         | Bricquebec-en-Cotentin | Sur la place Le Marois | Représente Jean Le Marois. Elle est déboulonnée le 25 juin 1943 et expédiée pour être fondue. En janvier 1945 elle est retrouvée légèrement endommagée dans un dépôt[Où ?] et rendue à la commune. Elle est réparée, puis replacée sur son piédestal le 15 avril 1945. | 1837         | 49° 28′ 13″ nord, 1° 38′ 01″ ouest | Statue du général Jean Le Marois                              |
| Buste de la statue de Jean-François Millet, | Marcel Jacques | Gréville-Hague         | Sur le rond-point de la RD 45 (route de la pointe et route des falaises), de la route du lieu Picot (RD 402) et de la RD 237 | Représente Jean-François Millet. Elle est déboulonnée et stockée dans un entrepôt à Cherbourg avant d'être expédiée. Victor Troude, artisan mécanicien, s'introduit dans l'entrepôt, scie le buste et le confie à Pierre Rouffet qui le cache chez lui dans sa ferme du Fief dans le hameau de Gruchy. Une statue de remplacement identique réalisée par Louis Derbré est installée en 1998. Il est érigé au bord du chemin du castel (RD 237), au coin du parking, dans le hameau de Gruchy en 1945. | 1889         | 49° 40′ 51″ nord, 1° 47′ 30″ ouest | Buste de Jean-François Millet · Buste de Jean-François Millet |
| Buste d'Alexis de Tocqueville,              | Ernest Diosi   | Cherbourg              | Dans la gare transatlantique                                                                                                 | Représente Alexis de Tocqueville. René de Tocqueville, un arrière-arrière-petit-neveu, alors maire de Tocqueville, le fait déboulonner en 1943. Il le confie à Hyacinthe Anfray, jardinier du château de Tocqueville. Il le cache chez lui dans la chambre de sa fille, puis dans un fenil, puis il l'enterre dans son potager à Ozeville. Il est érigé[Quand ?] rue Alexis de Tocqueville (RD 901), face à l'église Saint-Laurent à Tocqueville.                                                     | 1936         | 49° 40′ 14″ nord, 1° 20′ 07″ ouest | Buste d'Alexis de Tocqueville · Buste d'Alexis de Tocqueville |

### Orne
| Œuvre                                          | Auteur             | Commune | Localisation                                                              | Notes | Installation | Coordonnées                        | Illustration                   |
| ---------------------------------------------- | ------------------ | ------- | ------------------------------------------------------------------------- | --- | ------------ | ---------------------------------- | ------------------------------ |
| La Reconnaissance du Monument à Jules Gévelot, | Antonin Carlès     | Flers   | Dans la cour de l'hôtel de ville                                          | Elle est déboulonnée en même temps que le buste de Jules Gévelot. Le bordereau d'expédition ne réclame que le buste. Monsieur Lajoye n'expédie donc pas la Reconnaissance avec. Il la cache et la rend à la commune à la fin de la guerre.                                  | 1906         | 48° 45′ 01″ nord, 0° 34′ 32″ ouest | Monument à Jules Gévelot       |
| Buste de la statue de Nicolas-Jacques Conté,   | Jules-Antoine Droz | Sées    | Sur la place du parquet, renommée place du général de Gaulle par la suite | Représente Nicolas-Jacques Conté. Quand la statue est déboulonnée, le maire Charles Forget, aidé de quelques habitants, découpe le buste et le cache. Le reste de la statue est expédié et fondu. Le buste est placé sur un nouveau piédestal après la Libération[Quand ?]. | 1852         | 48° 36′ 20″ nord, 0° 10′ 19″ est   | Buste de Nicolas-Jacques Conté |

### Seine-Maritime[N 1]
| Œuvre                                              | Auteur                     | Commune        | Localisation                                                     | Notes | Installation | Coordonnées                      | Illustration |
| -------------------------------------------------- | -------------------------- | -------------- | ---------------------------------------------------------------- | --- | ------------ | -------------------------------- | --- |
| Buste du docteur Alfred Caron,                     | François-Alexandre Devaux  | Bihorel        | Sur la place Caron                                               | Il est déboulonné une nuit de janvier 1942 par au moins 5 habitants dont le garagiste Gentil, le charbonnier et tenancier de café Feugueur et le patron de café Lechault. Ils le cachent chez Feugueur jusqu'en mars, puis en lisière d'un bois communal à Saint-Georges-sur-Fontaine. Il est replacé sur son piédestal après la Libération[Quand ?]. Il est retiré en 1966 et placé sur un nouveau piédestal dans le jardin de l’hôtel de ville. | 1898         | à géolocaliser                   | Buste du docteur Alfred Caron« Monument au docteur Caron à Bihorel », sur À nos grands hommes,« Monument au docteur Caron à Bihorel », sur e-monumen |
| Statue de Jacques-Henri Bernardin de Saint-Pierre, | Pierre-Jean David d'Angers | Le Havre       | Sur le parvis dans la cour d'honneur de l'hôtel de ville         | Représente Jacques-Henri Bernardin de Saint-Pierre. Érigée sur le parvis devant le musée-bibliothèque en 1852. Retirée et installée devant le théâtre, place Gambetta en 1893. Déboulonnée et cachée dans un hangar d'un chantier municipal de la rue Dumé d'Aplemont pendant l'Occupation. Elle est installée devant l'aile gauche du palais de justice en 1952. Classé MH (1978).                                                               | 1922         | 49° 29′ 34″ nord, 0° 07′ 01″ est | Statue de Jacques-Henri Bernardin de Saint-Pierre |
| Statue de Casimir Delavigne,                       | Pierre-Jean David d'Angers | Le Havre       | Dans les jardins de l'hôtel de ville                             | Représente Casimir Delavigne. Érigée sur le parvis devant le musée-bibliothèque en 1852. Retirée et installée place Gambetta en 1893. Elle est déboulonnée et cachée dans un hangar d'un chantier municipal de la rue Dumé d'Aplemont pendant l'Occupation. Elle est installée devant l'aile droite du palais de justice en 1952. Classé MH (1978).                                                                                               | 1922         | 49° 29′ 34″ nord, 0° 07′ 03″ est | Statue de Casimir Delavigne |
| Statue de François Ier,                            | Jules Cavelier             | Le Havre       | Au centre des jardins de l'hôtel de ville                        | Représente François Ier. Érigée dans la cour de l'hôtel de ville de Paris en 1869. Retirée[Quand ?] et placée[Quand ?] au Petit Palais. Elle est déboulonnée et cachée[Où ?] pendant l'Occupation. Elle est placée[Quand ?] dans le hall d'honneur de l'hôtel de ville | 1921         | à géolocaliser                   | Statue de François Ier« Monument à François Ier au Havre », sur À nos grands hommes,« Monument à François Ier au Havre », sur e-monumen · Statue de François Ier« Monument à François Ier au Havre », sur À nos grands hommes,« Monument à François Ier au Havre », sur e-monumen |
| Statue de Jacques-Augustin Normand (d),            | Eugène Bénet               | Le Havre       | Sur la place du Vieux-Marché                                     | Représente Jacques-Augustin Normand. Elle est déboulonnée[Quand ?] et cachée[Où ?]. Elle est replacée sur son piédestal après la Libération[Quand ?]. Elle est retirée et installée sur un nouveau piédestal sur la place de la Commune en 1961. | 1911         | 49° 29′ 10″ nord, 0° 06′ 19″ est | Statue de Jacques-Augustin Normand |
| Buste de Gabriel Guérin,                           | Albert Bartholomé          | Le Havre       | Dans les jardins de l'hôtel de ville                             | Représente Gabriel Guérin. Il est déboulonné et caché[Où ?] en 1941. Il est replacé sur son piédestal en mai 1945. | 1925         | à géolocaliser                   | Image manquante |
| Statue de Pierre Corneille,                        | Pierre-Jean David d'Angers | Rouen          | À l'extrémité de l'île Lacroix, au pied du pont Pierre-Corneille | Représente Pierre Corneille. Lors de son déboulonnage[Quand ?], le palan cède et elle tombe dans la Seine au pied du pont. Elle est découpée[Quand ?] en morceaux et renflouée[Quand ?] pour être expédiée par camion, mais il tombe en panne sur le chemin. Elle est restaurée[Quand ?] et érigée en 1957 devant le théâtre des Arts. Classé MH (1988).                                                                                          | 1834         | 49° 26′ 21″ nord, 1° 05′ 21″ est | Statue de Pierre Corneille · Statue de Pierre Corneille |
| Fontaine Jean-Baptiste de La Salle                 | Alexandre Falguière        | Rouen          | Sur la place Saint-Clément                                       | Érigée sur la place Saint-Sever en 1875. Elle est retirée en 1882. Les échafaudages sont dressés[Quand ?] pour procéder à son déboulonnage. Georges Lanfry menace l'entrepreneur qui suspend les travaux, prétextant une pénurie de main d'œuvre à cause d'une épidémie. Inscrit MH (1991). | 1888         | 49° 25′ 38″ nord, 1° 04′ 39″ est | Fontaine Jean-Baptiste de La Salle |
| Statue d'Albert Ier de Belgique,                   | Robert Busnel              | Sainte-Adresse | Sur la place Clemenceau                                          | Représente Albert Ier. Elle est déboulonnée et cachée[Quand ?] dans la crypte de l'église. Elle est installée sur un nouveau piédestal en 1947. | 1938         | 49° 30′ 10″ nord, 0° 05′ 11″ est | Image manquante |

## Occitanie

### Aude
| Œuvre                                             | Auteur       | Commune     | Localisation                  | Notes | Installation | Coordonnées                      | Illustration |
| ------------------------------------------------- | ------------ | ----------- | ----------------------------- | --- | ------------ | -------------------------------- | --- |
| Buste d'Omer Sarraut,                             | Paul Ducuing | Carcassonne | Dans le jardin André-Chénier  | Représente Omer Sarraut. Paul Ducuing parvient à l'échanger contre l'équivalent de sa masse en bronze. Il le confie à Madame Mingaud, petite-fille d'Omer Sarraut. Elle le rend à la ville après la Libération[Quand ?]. Il est placé au musée des Beaux-arts. Les allégories de la femme, de l'enfant et du vigneron du monument n'ont pas pu être sauvées. Il est replacé sur son piédestal en 1961. | 1905         | 43° 13′ 00″ nord, 2° 21′ 05″ est | Buste d'Omer Sarraut · Buste d'Omer Sarraut |
| Main gauche de la statue de Françoise de Cezelli, | Paul Ducuing | Leucate     | Sur la place de la République | Représentait Françoise de Cezelli. Lors de son déboulonnage, le 28 avril 1942, la main gauche tenant les clés de la ville, est brisée en percutant le piédestal. Un habitant[Qui ?] la récupère discrètement et la remet au secrétaire de mairie Léo Teisseire qui la cache. Depuis la Libération, la main gauche est exposée dans la mairie. Une statue de remplacement très différente est installée en 1975. Elle est retirée en 2007 et une statue de remplacement identique à l'originale est installée. | 1899         | 42° 54′ 35″ nord, 3° 01′ 37″ est | Main gauche de la statue de Françoise de Cezelli« Monument à Françoise de Cézelly à Leucate », sur À nos grands hommes,« Statue de Françoise de Cézelly à Leucate », sur e-monumen |

### Haute-Garonne
| Œuvre                                           | Auteur        | Commune  | Localisation               | Notes | Installation | Coordonnées    | Illustration    |
| ----------------------------------------------- | ------------- | -------- | -------------------------- | --- | ------------ | -------------- | --------------- |
| Buste et bas-reliefs du monument à Jean Jaurès, | Henry Parayre | Toulouse | Dans le jardin du Capitole | Le ferrailleur découpe le buste et le cache avec les bas-reliefs jusqu'à la Libération. Le reste de la statue est fondu. Ils sont installés sur un nouveau monument en 1945. | 1929         | à géolocaliser | Image manquante |

### Hautes-Pyrénées
| Œuvre                       | Auteur       | Commune | Localisation                                                     | Notes | Installation | Coordonnées                      | Illustration      |
| --------------------------- | ------------ | ------- | ---------------------------------------------------------------- | --- | ------------ | -------------------------------- | ----------------- |
| Statue du monument à Danton | Edmond Desca | Tarbes  | Sur la place de la République, renommée depuis place Jean-Jaurès | Représente Georges Jacques Danton. Déboulonnée[Quand ?] par l'entreprise industrielle Labat ferrailleur, elle n'est pas expédiée et cachée dans l'atelier. Elle est replacée sur son piédestal après la Libération[Quand ?]. | 1903         | 43° 13′ 57″ nord, 0° 04′ 41″ est | Monument à Danton |

### Hérault
| Œuvre                               | Auteur           | Commune | Localisation             | Notes | Installation | Coordonnées                      | Illustration                       |
| ----------------------------------- | ---------------- | ------- | ------------------------ | --- | ------------ | -------------------------------- | ---------------------------------- |
| Statue du capitaine Charles Ménard, | Auguste Maillard | Lunel   | Sur la place Jean-Jaurès | Représente Charles Ménard. Elle est déboulonnée et expédiée pour la fonte. Elle est retrouvée chez un ferrailleur à Montpellier après la Libération[Quand ?], rendue à la ville et replacée sur son piédestal. | 1897         | 43° 40′ 31″ nord, 4° 08′ 04″ est | Statue du capitaine Charles Ménard |

### Pyrénées-Orientales
| Œuvre                     | Auteur         | Commune   | Localisation       | Notes | Installation | Coordonnées                      | Illustration             |
| ------------------------- | -------------- | --------- | ------------------ | --- | ------------ | -------------------------------- | ------------------------ |
| Statue de François Arago, | Antonin Mercié | Perpignan | Sur la place Arago | Représente François Arago. Elle est déboulonnée en 1941 par l'entreprise Cibaud qui ne l'expédie pas pour la fonte et la cache[Où ?]. Elle la rend à la ville après la Libération[Quand ?]. | 1879         | 42° 41′ 55″ nord, 2° 53′ 33″ est | Statue de François Arago |

## Pays de la Loire

### Loire-Atlantique[N 2]
| Œuvre                                                                                             | Auteur                | Commune       | Localisation | Notes | Installation | Coordonnées                        | Illustration                                                                                        |
| ------------------------------------------------------------------------------------------------- | --------------------- | ------------- | --- | --- | ------------ | ---------------------------------- | --------------------------------------------------------------------------------------------------- |
| Statue de Joachim du Bellay,                                                                      | Adolphe Léofanti      | Ancenis       | Dans le square Joubert, renommé ensuite jardin de l'Éperon                                                                                    | Représente Joachim du Bellay. Elle est déboulonnée en 1942 par le serrurier Hilaire Boursier chargé de l'expédier pour être fondue. Il ne l'expédie pas et la l'enterre dans la cour de son atelier. Elle est replacée sur son piédestal le 17 juin 1945. | 1894         | 47° 21′ 48″ nord, 1° 10′ 40″ ouest | Statue de Joachim du Bellay                                                                         |
| Statue du colonel Georges de Villebois-Mareuil,                                                   | Raoul Verlet          | Nantes        | Sur la place de la Bourse | Représente Georges de Villebois-Mareuil. Elle est déboulonnée en 1944 pour être envoyée à la fonte. Le sabre est cassé lors de cette opération. Ses défenseurs parviennent à faire annuler l'expédition pour la fonte en argumentant qu'il a combattu les Anglais. Elle est replacée sur son piédestal. | 1902         | 47° 12′ 45″ nord, 1° 33′ 32″ ouest | Statue du colonel Georges de Villebois-Mareuil                                                      |
| La Délivrance                                                                                     | Émile Oscar Guillaume | Nantes        | Dans le square Saint-André | Érigée en 1927 à l'extrémité sud du cours Saint-Pierre. Elle est vandalisée peu après. Elle est déboulonnée en 1942 et cachée dans un chantier du quartier de la Moutonnerie. Ses bras sont restaurés par Alain Douillard en 1980. Elle est érigée dans le square de la Délivrance en 1987. Elle est replacée sur son piédestal dans le square du Maquis-de-Saffré en 2018. | 1937         | 47° 13′ 21″ nord, 1° 33′ 08″ ouest | La Délivrance                                                                                       |
| Pour le drapeau du monument aux morts de la guerre de 1870                                        | Georges Bareau        | Nantes        | En haut des escaliers au sud du cours Saint-Pierre                                                                                            | Également appelé Monument aux enfants de Loire-Inférieure ou Monument aux combattants. Il est déboulonné, trainé par une grue et abandonné sur les marches de l'escalier dans la nuit du 30 au 31 août 1940. Une tête, un bras, le sabre, la hampe du drapeau et la tête de l'aigle sont arrachés et emportés. Monsieur Pageot, ingénieur des services de la voirie et son équipe le transportent au chantier de la ville, 123 rue d'Allonville et le cachent sous une bâche. Le lendemain, ils le transportent impasse de la Moutonnerie et le cachent dans un entrepôt de la ville. Il est découvert lors des travaux de réhabilitation de l'ancienne manufacture des tabacs en 1981. Il est restauré par Raffig Tullou et replacé sur son piédestal le 14 novembre 1987. | 1897         | 47° 13′ 03″ nord, 1° 32′ 53″ ouest | Monument aux morts de la guerre de 1870 à Nantes · Monument aux morts de la guerre de 1870 à Nantes |
| Faon des Cerfs au repos                                                                           | Georges Gardet        | Nantes        | Dans le jardin des plantes | La statue est déboulonnée et découpée. Le cerf et le faon sont retrouvés au service des eaux. Le cerf est trop endommagé pour être restauré. Monsieur Droneau refixe le faon sur le socle en 1994. La statue est replacée à quelques mètre de son emplacement initial. Elle est alors surnommée le Faon orphelin. Elle est entièrement restaurée en 2018 et placée au sud-ouest du jardin des plantes, près de la nouvelle entrée. | 1910         | 47° 13′ 08″ nord, 1° 32′ 28″ ouest | Les Cerfs au repos                                                                                  |
| Monument aux soldats et marins de l'arrondissement de Saint-Nazaire morts pour la Patrie en 1870, | René-Philéas Carillon | Saint-Nazaire | Dans le square du Souvenir-Français, à l'intersection de la rue Villebois Mareuil, de la rue de Santander et du boulevard du président Wilson | Également appelé Officier de la Première République défendant le drapeau ou Soldat de l'an II. Ses défenseurs parviennent à faire annuler le déboulonnage de la statue en prétendant qu'elle représente le colonel Georges de Villebois-Mareuil, qui a combattu les Anglais. | 1910         | 47° 16′ 12″ nord, 2° 12′ 43″ ouest | Monument aux soldats et marins de l'arrondissement de Saint-Nazaire morts pour la Patrie en 1870    |

## Provence-Alpes-Côte d'Azur

### Alpes-Maritimes
| Œuvre               | Auteur           | Commune        | Localisation | Notes | Installation | Coordonnées    | Illustration    |
| ------------------- | ---------------- | -------------- | ------------ | --- | ------------ | -------------- | --------------- |
| L'Action enchaînée, | Aristide Maillol | Puget-Théniers | Pré de foire | Également appelée Monument à Blanqui ou La Liberté enchaînée. Érigée en 1909 sur la place devant l'église. En 1941, elle est déboulonnée et cachée dans les abattoirs. Les autorités la découvrent et l'expédie à Nice. Aristide Maillol fait appel au préfet, qui obtient du ministre de l'Éducation nationale qu'elle soit épargnée. Elle reste stockée dans un hangar de la chaufferie du port. Elle est rendue à la commune en septembre 1944. Elle est installée[Quand ?] place Aristide Maillol. | 1923         | à géolocaliser | Image manquante |

### Bouches-du-Rhône
| Œuvre                                   | Auteur           | Commune | Localisation          | Notes | Installation | Coordonnées                      | Illustration               |
| --------------------------------------- | ---------------- | ------- | --------------------- | --- | ------------ | -------------------------------- | -------------------------- |
| Buste de la statue de Frédéric Mistral, | Théodore Rivière | Arles   | Sur la place du Forum | Représente Frédéric Mistral. Mugnani ferrailleur marseillais découpe le buste et le cache[Où ?]. Le reste de la statue est fondu. Une statue de remplacement identique est installée le 3 juillet 1948. Inscrit MH (2009). | 1909         | 43° 40′ 39″ nord, 4° 37′ 37″ est | Statue de Frédéric Mistral |

### Vaucluse
| Œuvre                            | Auteur            | Commune | Localisation                      | Notes | Installation | Coordonnées                      | Illustration                    |
| -------------------------------- | ----------------- | ------- | --------------------------------- | --- | ------------ | -------------------------------- | ------------------------------- |
| Statue de Vénus aux hirondelles, | Félix Charpentier | Avignon | Dans le jardin du Rocher des Doms | Également appelée Les adieux d'une hirondelle ou Les hirondelles. Érigée place Carnot en 1894. Elle est déboulonnée en 1943 et expédiée pour être fondue. Elle est retrouvée à Lyon en 1944, rendue à la ville et replacée sur son piédestal.   | 1894         | 43° 57′ 09″ nord, 4° 48′ 28″ est | Statue de Vénus aux hirondelles |
| Monument au Tambour d'Arcole     | Jean Barnabé Amy  | Cadenet | Sur la place du Tambour-d'Arcole  | Déboulonné dans la nuit du 4 au 5 septembre 1943 par Louis Aymard, Albert Contard, Étienne Jacqueme, Joseph Roux et Rose Salignon et enterré dans le champ de Joseph Roux. Il est replacé sur son piédestal en octobre 1945. Inscrit MH (2009). | 1894         | 43° 44′ 05″ nord, 5° 22′ 25″ est | Monument au Tambour d'Arcole    |